# Pierre de Marca

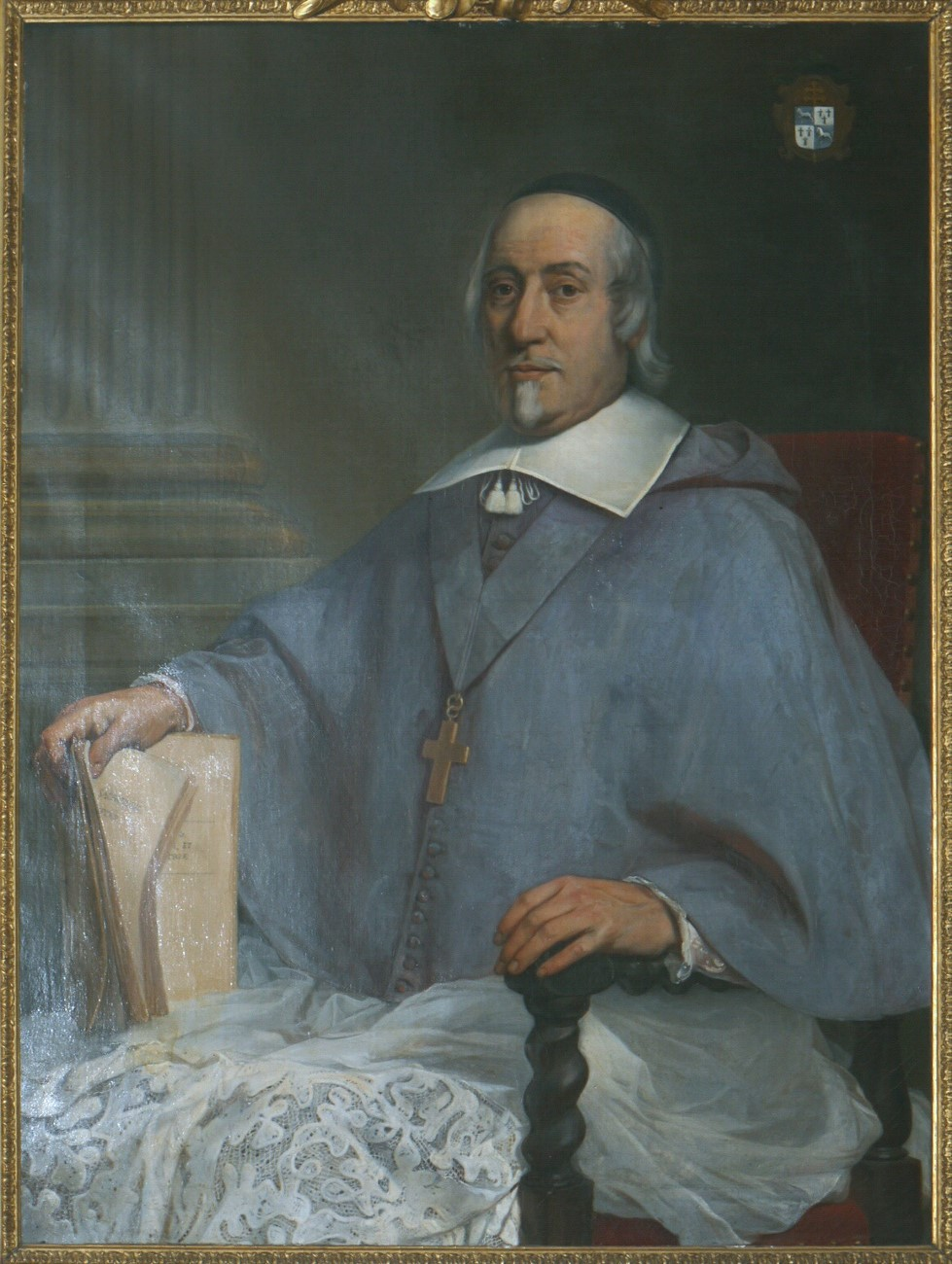
Pierre de Marca.

Pierre de Marca (Gan, 24 januari 1594 - Parijs, 29 juni 1662) was een Frans historicus en van 1642 tot 1652 bisschop van Couserans, van 1652 tot 1662 aartsbisschop van Toulouse en in 1662 korte tijd aartsbisschop van Parijs.

## Levensloop
Pierre de Marca behoorde tot een familie van magistraten. Hij studeerde aan het college van Auch, waarna hij rechten ging studeren aan de Universiteit van Toulouse.
In 1615 werd hij adviseur en in 1621 voorzitter van het Parlement van Pau. Vervolgens verwierf hij in 1631 de functie van intendant van Béarn, waar zijn invloed goed van pas kwam bij het herstellen van de katholieke godsdienst, die tijdens de regering van de Navarrese koningin Johanna van Albret bijna helemaal uit de regio verdwenen was.
Na de dood van zijn echtgenote in 1631, die hem vier kinderen had gebaard, besteedde hij al zijn vrije tijd aan het bestuderen en schrijven van werken over religieuze discussies, geschiedenis – in 1640 schreef hij het geschiedenisboek Histoire de Béarn – en kerkelijk recht. Om gebruik te kunnen maken van zijn kerkelijke visie haalde koning Lodewijk XIII van Frankrijk de Marca in 1639 naar Parijs en stelde hij hem aan tot lid van de Raad van State. Op verzoek van kardinaal de Richelieu publiceerde hij in 1641 de verhandeling Concordia sacerdotii et imperii, waarin hij zijn gallicaanse ideeën uitlegde.
Hetzelfde jaar besloot de Marca om priester te worden en op 28 december 1641 benoemde koning Lodewijk XIII hem tot bisschop van Couserans. Het duurde echter tien jaar voor hij door de paus werd erkend; zijn Concordia werd immers op de Index librorum prohibitorum geplaatst en hij moest als voorwaarde voor zijn officiële benoeming afstand doen van zijn gallicaanse ideeën. In 1644 werd de Marca tevens benoemd tot intendant van het door de Fransen onderworpen Catalonië. Met Marca Hispanica schreef hij een geschiedenis over deze streek, dat hij publiceerde na de dood van zijn secretaris Baluze. Kort na zijn terugkeer uit Catalonië werd hij op 27 mei 1652 benoemd tot aartsbisschop van Toulouse. In die hoedanigheid legde hij in 1653 een verbod op het jansenisme op en speelde hij tussen 1655 en 1660 een belangrijke rol bij de algemene vergaderingen van de clerus, waar verschillende anti-ketterse maatregelen werden genomen.
Nadat koning Lodewijk XIV kardinaal de Retz had laten arresteren voor zijn aandeel in de Fronde-opstand, werd Pierre de Marca zeer tegen de zin van de paus en de clerus adviseur van de koning en schreef hij verschillende pamfletten, waarvan enkele anoniem, ter verdediging van de kroon. Toen kardinaal de Retz in 1662 aftrad als aartsbisschop van Parijs, stelde Lodewijk XIV de Marca begin juni 1662 aan als diens opvolger. Hij overleed echter drie weken later, nog voor zijn benoeming officieel was erkend.